# تلاتلولکو

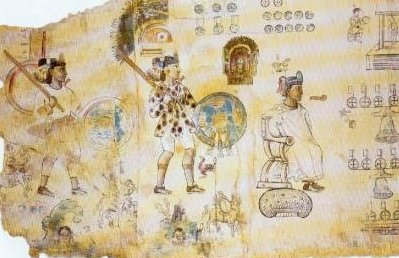
بخشی از نوشتهٔ تلاتلولکو مربوط به سده ۱۶

تْلاتِلولْکو (Tlatelolco) نام اثری باستانی در شهر مکزیکو است که در کاوش‌های باستانی به دست‌آمده و وابسته به دولت‌شهر تلاتلولکو در پیش از کشورگشایی اسپانیایی‌ها می‌باشد. تلاتلولکو در مرکز میدان پلاتسا دلاس ترس کولتوراس -که از سه سو در میان آثار باستانی آزتک جای‌دارد-قرارگرفته‌است. هرمی هفتصدساله در این اثر وجود دارد.